# 印度星龜
印度星龜（學名：Geochelone elegans）是一種陸龜科象龜屬的生物，在南亞次大陸南部的印度、巴基斯坦及斯里蘭卡的乾旱地區生活。由於印度星龜的外形美麗，龜殼呈獨特的星形放射紋，故此深受陸龜愛好者的歡迎。

## 特徵

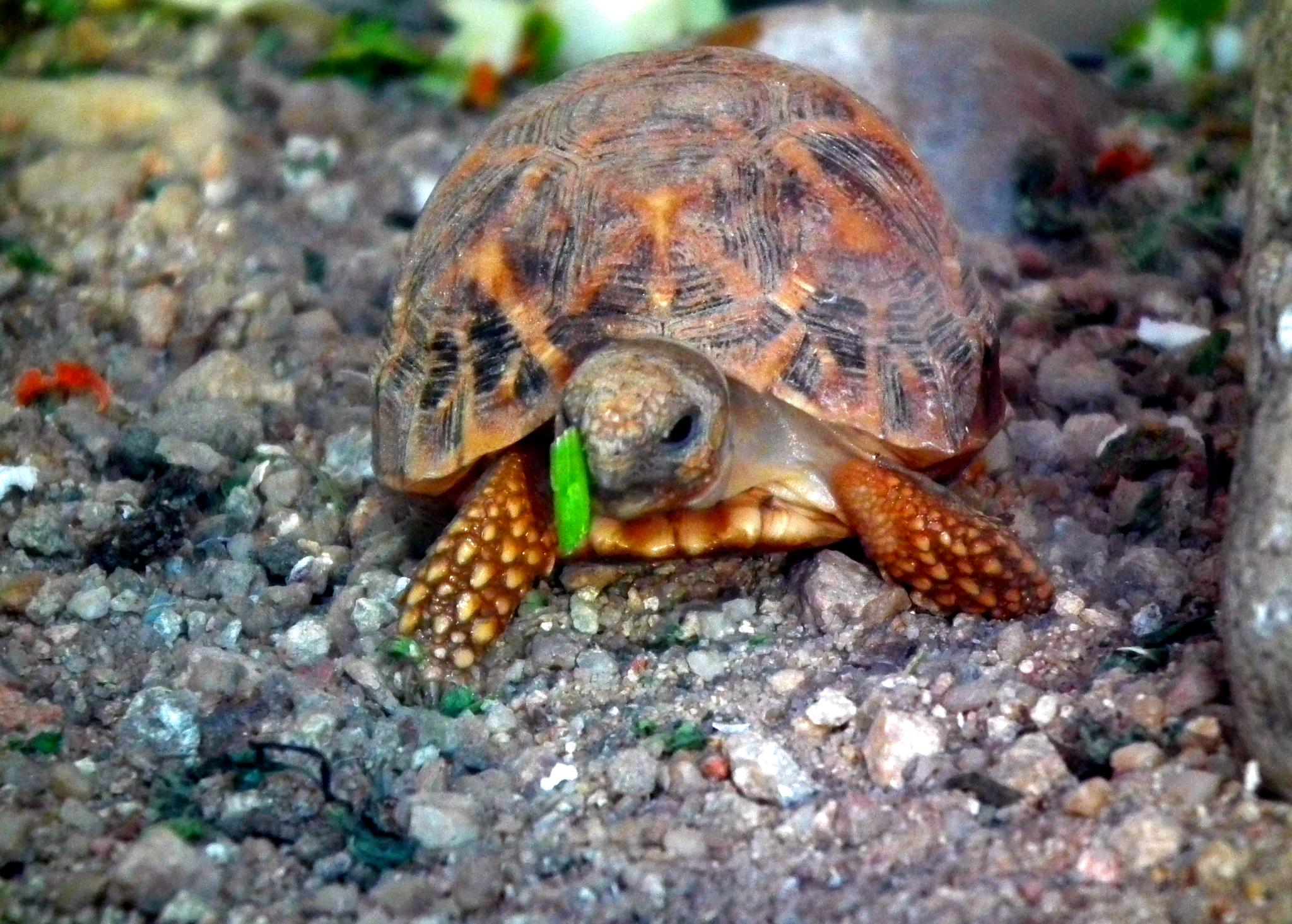
印度邁索爾動物園內的一隻印度星龜

甲殼非常突出，背甲往往會形成拱，側緣近垂直。甲殼黑色並有黃色輻射條紋，這些條紋較窄，而腹甲亦有非常多的同樣的黑色和黃色輻射條紋。印度星龜可以長25.4厘米(10英寸)長。背甲及腹甲的條紋是十分突出，令人眼前一亮。成年印度星龜的兩性分別是很明顯的，雌性體型比雄性大得多。另外，雌性腹甲較為平坦，雄性的腹甲則呈凹狀。印度星龜的形狀被推定為特別適用於自己翻轉，兩位數學家——布達佩斯科技經濟大學的多莫科什·加博爾和普林斯頓大學的Peter Várkonyi——設計了一個同質的對象叫做岡布茨，測試對象有一個不穩定的平衡點，但亦只有一個穩定平衡點，球體的底部將總是返回到相同的直立位置。之後，他們注意到印度星龜的構造，隨後用30隻星龜做測試，把它們倒過來，最終發現，牠們大多數也可自行扶正。

## 習性
印度星龜喜休憩於草或植物的陰影下，牠們大多是植食性的，可以餵食草、植物果實、花、葉及多肉植物（如仙人掌），偶爾也會吃腐肉。但在人工飼養下，則不應該餵肉。

## 分佈
除下孟加拉以外的印度、巴基斯坦的信德省及斯里蘭卡。

## 外部參考
- Asian Turtle Trade Working Group. . The IUCN Red List of Threatened Species 2000.   [12 May 2006].

## 外部連結
- Captive Turtles Information （页面存档备份，存于）
- Indian Star Tortoise
- Self-righting objects
- Star Tortoise care sheet（页面存档备份，存于）